# Herzogtum Mercœur
Die Herrschaft Mercœur wurde im Jahr 1569 zum Herzogtum Mercœur erhoben. Sie lag in der Auvergne bzw. im späteren Département Haute-Loire. Der Hauptort der Seigneurie und des Herzogtums war der Ort Mercœur.
Mercœur befand sich vom Ende des 9. Jahrhunderts bis 1321 in den Händen der gleichen Familie, die von den Dauphins von Auvergne beerbt wurde. Deren Erben wiederum waren die Herzöge von Bourbon, die Mercœur an die Grafen von Montpensier, ihre jüngere Linie gaben. Gilbert de Bourbon-Montpensier gab die Herrschaft seiner Tochter Renée als Mitgift, wodurch Mercœur an das Haus Châtenois ging. Nikolaus von Lothringen, Herr von Mercœur, wurde 1569 zum Herzog von Mercœur erhoben. Über dessen Enkelin Françoise gelangte das Herzogtum erneut an die Bourbonen.
Als Louis II. Joseph, duc de Vendôme et de Mercœur, 1712 starb, verweigerte der König dessen Bruder Philippe die Nachfolge, da dieser als Großprior des Malteserordens keinen Besitz haben durfte, und nahm das Herzogtum an sich.

## Herren von Mercœur
- Ithier I. († 895), Seigneur de Mercœur, ⚭ Blitgarde de Chapteuil
- Ithier II. († 938), dessen Sohn, ⚭ Arsinde d’Auvergne
- Béraud I. (915 † 980), dessen Sohn, ⚭ Gerberge
- Guillaume I. († vor 990), dessen Sohn, ⚭ Gerberge
- Guillaume II. († nach 1025), dessen Sohn
- Béraud II., dessen Sohn
- Béraud III. († nach 1067), dessen Sohn
- Béraud IV. († nach 1083), dessen Sohn
- Béraud V. († vor 1169), dessen Sohn
- Béraud VI. († 1183), dessen Sohn, ⚭ Judith d’Auvergne
- Béraud VII. († 1208), dessen Sohn, ⚭ Alix de Bourgogne, Tochter von Herzog Hugo III. von Burgund
- Béraud VIII. († nach 1249), dessen Sohn, ⚭ Béatrice de Bourbon
- Béraud IX. († 1275), dessen Sohn, Blanche de Châlon
- Béraud X. († 1321), dessen Sohn, ⚭ Isabelle de Forez
- Jean Dauphinet (* 1280; † 1352), Dauphin von Auvergne, Sohn Roberts III., Dauphin von Auvergne (Haus Auvergne), und Alice’ de Mercœur, Tochter Bérauds IX.
- Béraud I. d’Auvergne († 1356), dessen Sohn, ⚭ Marie de Villemur
- Béraud II. d’Auvergne († 1399), Herr von Mercœur bis 1371, dessen Sohn, ⚭ Jeanne de Forez
- Louis II. de Bourbon (* 1337; † 1410), Herzog von Bourbon, Herr von Mercœur ab 1371, ⚭ Anne d’Auvergne (* 1358, † 1417), Gräfin von Forez, Tochter Bérauds II.
- Jean I. de Bourbon (* 1381; † 1434), Herzog von Bourbon, dessen Sohn, ⚭ Marie de Berry
- Louis I. de Bourbon (* 1406; † 1486), dessen Sohn, Graf von Montpensier
  - ⚭ 1) 1428 Jeanne I. d’Auvergne und Gräfin von Clermont († 1436)
  - ⚭ 2) 1442 Gabrielle de La Tour († 1486)
- Gilbert (* 1443; † 1496), Graf von Montpensier, Dauphin von Auvergne, dessen Sohn aus zweiter Ehe, ⚭ Claire Gonzague
- Renée de Bourbon-Montpensier (* 1494; † 1539), dessen Tochter, Dame von Mercœur, ⚭ 1515 Antoine II., Herzog von Lothringen
- François I. (* 1517; † 1545), Herzog von Lothringen, deren Sohn, ⚭ 1541 Christina von Dänemark
- Charles III. (* 1543; † 1608), Herzog von Lothringen, dessen Sohn, Herr von Mercœur bis 1563
- Nicolas (* 1524; † 1577), Sohn Antons II. und Renées de Bourbon-Montpensier, Herr und 1569 Herzog von Mercœur

## Herzöge von Mercœur

Wappen der Herzöge von Mercoeur

- Nicolas (* 1524; † 1577), 1569 Herzog von Mercœur
- Philippe Emmanuel (* 1558; † 1602), dessen Sohn, ⚭ 1576 Marie de Luxembourg (* 1562; † 1623), Herzogin von Penthièvre
- Françoise (* 1592; † 1669), dessen Tochter, ⚭ César de Bourbon, duc de Vendôme
- Louis I. (* 1612; † 1669), deren Sohn, Herzog von Vendôme und von Mercœur, ⚭ 1651 Laura Mancini
- Louis II. Joseph (* 1654; † 1712), dessen Sohn, ⚭ Marie Anne de Condé (* 1678; † 1718)